# Michel Dussuyer
Michel Dussuyer (ur. 28 maja 1959 w Cannes) – francuski piłkarz grający na pozycji bramkarza i trener.

## Kariera piłkarska
Dussyer wychował się w klubie AS Cannes. Grał w nim w latach 1978–1981, a następnie odszedł do OGC Nice. W 1983 roku ponownie zmienił klub i przeszedł do Olympique Alès. W latach 1984–1996 ponownie bronił w AS Cannes i w nim też zakończył karierę piłkarską.

## Kariera trenerska
Po zakończeniu kariery piłkarskiej Dussuyer został trenerem. W latach 1996–2002 był asystentem w AS Cannes, a w latach 2002–2004 był selekcjonerem reprezentacji Gwinei, która pod jego wodzą wystąpiła w Pucharze Narodów Afryki 2004. W latach 2006–2007 samodzielnie prowadził AS Cannes, a w 2008 roku został selekcjonerem reprezentacji Beninu, który poprowadził w Pucharze Narodów Afryki 2010.